# (1636) Porter
(1636) Porter – planetoida z pasa głównego asteroid okrążająca Słońce w ciągu 3 lat i 125 dni w średniej odległości 2,23 au. Została odkryta 23 stycznia 1950 roku w Landessternwarte Heidelberg-Königstuhl w Heidelbergu przez Karla Reinmutha. Nazwa planetoidy pochodzi od Jermaina Gildersleeve Portera oraz Johna Guya Portera, brytyjskich astronomów amatorów. Przed nadaniem nazwy planetoida nosiła oznaczenie tymczasowe (1636) 1950 BH.